# Peppi Spiss
Peppi Spiss (* 1960 in Zams, Tirol, bürgerlich Josef Spiss) ist ein österreichischer Künstler und Kulturarbeiter, der in den Bereichen Malerei, Grafik und Performance tätig ist. Neben seiner künstlerischen Arbeit engagiert sich Spiss als Organisator und Kurator von branchenübergreifenden Kulturveranstaltungen im Tiroler Arlberggebiet. Ziel dieser Veranstaltungen ist es, einen Austausch zwischen Kunstschaffenden unterschiedlicher Disziplinen zu ermöglichen. Peppi Spiss lebt und arbeitet in St. Anton am Arlberg.

## Leben und künstlerische Entwicklung
Peppi Spiss wurde in Zams geboren und wuchs in St. Anton am Arlberg auf. Er absolvierte eine Ausbildung als Maler, Anstreicher und Schriftenmaler und entwickelte seinen künstlerischen Ausdruck autodidaktisch weiter.
Das Werk von Peppi Spiss ist vorwiegend abstrakt geprägt und oft vielschichtig angelegt. Seine Malerei orientiert sich an Stimmungen und Farben des Moments, die er mit einem spontanen und dynamischen Pinselstrich umsetzt, häufig auf großformatigen Leinwänden. Seit den 1990er-Jahren hat Spiss Performances als festen Bestandteil seiner Arbeit etabliert und entwickelt klassische Action-Painting-Techniken weiter. Dabei führt er Malaktionen auf, bei denen er sich zum Beispiel von einem Kran anheben lässt, um mit Farbe gefüllte Ballons oder andere Objekte auf großflächige Leinwände zu werfen. Auch unkonventionelle Werkzeuge wie Mountainbikes, Skier und Traktoren nutzt er, um unterschiedliche Spuren und Texturen zu erzeugen. In seinen Projekten kooperiert Spiss oft mit anderen Künstlerinnen und Künstlern. Seit 1992 organisiert Spiss regelmäßig internationale Kunstsymposien und wird  seit 1993 an vergleichbaren Veranstaltungen in verschiedenen europäischen Ländern eingeladen. Dazu gehören Symposion in Occhieppo Inferiore, nahe Biella im Piemont, in Riaño sowie in Schwabmünchen nahe Augsburg.
Verschiedene Drucktechniken spielen für den Grafiker Peppi Spiss seit Beginn seines Schaffens eine zentrale Rolle. Im Bereich des Holzschnitts entwickelte er eine eigenständige Technik, in der er traditionelle Verfahren neu interpretiert. Die Kunsthistorikerin Verena Gstir beschreibt, dass Spiss dabei häufig eine Motorsäge verwendet, um in große Druckstöcke geometrische Formen von wachsender Komplexität zu schneiden. Anders als im klassischen Holzschnitt nutzt Spiss die Druckstöcke jedoch nicht für serielle Reproduktionen. Stattdessen schichtet er mehrere Drucke übereinander, ergänzt Frottagen und bearbeitet die Werke mit grafischen und malerischen Elementen weiter. Durch diese Technik entstehen Unikate, die sich von der ursprünglichen Intention des Holzschnitts, identische Kopien herzustellen, bewusst abheben. Gstir bezeichnet diese Vorgehensweise als „Meta-Grafik“.
Eine bedeutende Werkserie, in der Spiss Malerei und Grafik vereint, ist Der weiße Rausch, inspiriert vom gleichnamigen Bergfilm.
Um die Jahrtausendwende präsentiert Spiss diese Arbeiten international; anschließend verlagert er seinen Schwerpunkt auf regionale Ausstellungen, insbesondere im Tiroler Oberland.

## Arlberger Kulturtage
1992 gründete Peppi Spiss die Tiroler Kulturinitiative Arlberger Kulturtage (AKT), die seit der offiziellen Vereinsgründung am 10. Dezember 1993 ein vielfältiges Kunst- und Kulturprogramm am Arlberg organisiert. Die Arlberger Kulturtage fördern die kulturelle Entwicklung in St. Anton am Arlberg und setzen sich für internationale Vernetzung sowie den Austausch zwischen Kunstschaffenden unterschiedlicher Disziplinen ein. Die Initiative, die zunächst unter dem Dach der Tiroler Kulturinitiativen der IG Kultur Österreich stand, unterstützt ein breites Angebot an Veranstaltungen, darunter Theaterproduktionen, Konzerte, Kunst im öffentlichen Raum und ein jährliches internationales Kunstsymposium.
Zu den bedeutendsten Projekten des Vereins zählt Berge. Licht. Traum (1998), eine historische Ski- und Filmausstellung rund um den Bergfilm Der weiße Rausch von Arnold Fanck in Zusammenarbeit mit dem Filmmuseum München, Höhlenmalerei (2000), eine künstlerische Bemalung von Parknischen auf der Tiroler Seite des Arlberg-Straßentunnels, begleitet von Performances und Konzerten im Fluchtstollen des Tunnels, sowie die Inszenierung von Kein schöner Land (2001, 2002), einem Stück von Felix Mitterer über Heimat und Erinnerung. Die Aufführungen von Kein schöner Land fand am Originalschauplatz statt und würdigten den Tourismuspionier Rudolf Gomperz, der aufgrund seiner jüdischen Abstammung während des nationalsozialistischen Regimes ums Leben kam. Das dreißigjährige Jubiläum (2021) der Arlberger Kulturtage stand unter dem Motto Integration, in dessen Rahmen kamen unter anderem die Stücke Hermannsschlacht von Uli Brée und Dreck von Robert Schneider zur Aufführung. Im Sommer 2025 feiern die Arlberger Kulturtage ihr 35-jähriges Bestehen.

## Auszeichnungen
- Ehrenamtsnadel für Verdienste um Vereine des Landes Tirol (2008)[14]
- Silbernes Ehrenzeichen der Gemeinde St. Anton am Arlberg (2011)[15]
- Ehrenzeichen um Verdienste der Kunst und Kultur der Gemeinde Occhieppo Inferiore/IT (2018)[16]
- Goldener Adler des Tourismusverbandes St. Anton am Arlberg (2020)[17]
- Goldenes Ehrenzeichen um Verdienste der Kunst und Kultur der Gemeinde St. Anton am Arlberg (2020)[18]

## Stipendien, Artist in Residence und Preise

### Stipendien
- 2002 und 2012: Rom-Stipendium der Kulturabteilung des Landes Tirol, Artist in Residence, Paliano, Italien[19][20][21]
- 2008: Artist in Residence, hospiz gallery, St. Christoph am Arlberg, Österreich[22]
- 2013: Centre d'Art i Natura, Artist in Residence, Farrera, Spanien[23][24]

### Preise
- 2006: 1. Preis des Plakatwettbewerbs zum Hahnenkammrennen, Kitzbühel, Österreich (Plakat von tele[25] publiziert)

### Wettbewerbe
- 1996: Kunstpreis Schloss Maretsch (Ausstellungsbeteiligung Kunstwettbewerb), Bozen, Italien[26]
- 1998: Small Pictures, Great Harmony, Kunstpreis zu den Olympischen Winterspielen Nagano (Ausstellungsbeteiligung Kunstwettbewerb), Nagano City Folk History Hall, Nagano, Japan[27]
- 2014: Kunstpreis Museum Modern Art Hünfeld (Ausstellungsbeteiligung Kunstpreis), Hünfeld, Deutschland (kuratiert von Günter Liebau[28])[29]

## Ausstellungen (Auswahl)
- 1996: Museum of Western and Eastern Art, Odessa, Ukraine (Gruppenausstellung)[30]
- 1996: Junge Kunst in Österreich, Schloss Schlosshof, Marchfeld (Gruppenausstellung)[31]
- 1999: Geheimnis der Farbe Blau, Galerie Zwei Fenster, Augsburg, Deutschland[32]
- 2000: Curac, Montague Art @ T.A.G. Gallery, New York, USA (Gruppenausstellung)[33]
- 2003: Hofburg Innsbruck (Gruppenausstellung)[34]
- 2006: Neue Technik – neue Bilder, Galerie Rechelerhaus, Ladis[35]
- 2007: 12 x 14 Tage, Kunstraum Pettneu[36]
- 2009: Der weiße Rausch, Alpinarium, Galtür[37]
- 2010: 50 Jahre – 50 Bilder, Museum Galerie Schloss Landeck[38]
- 2010: Insieme, Städtische Galerie Theodor von Hörmann, Imst (Gruppenausstellung)[39]
- 2013: Insieme, Dengelgalerie, Reutte (Gruppenausstellung)[40]
- 2017: Archivarische Schätze, Alpinarium, Galtür[41]
- 2019: Malerei & Grafik, Galerie Rechelerhaus, Ladis[42]
- 2020: Immer Weiter, Kunsthalle Arlberg 1800, St. Christoph am Arlberg[43]
- 2022: Kreuzweg, Bischofshaus der Diözese Innsbruck[44]
- 2022: Berge, Ski und Horizont, Gurg Carat, Obergurgl (Gruppenausstellung)[45]
- 2023: Stay Safe, Audioversum ScienceCenter, Innsbruck (Gruppenausstellung)[46][47]
- 2024: Linie, Form, Farbe – experimentelle Holzschnitte, Kunstraum Pettneu[48]

## Monografien
- Peppi Spiss. 50 Jahre – 50 Bilder, St. Anton am Arlberg, 2010 (Katalog zur Ausstellung in der Museum Galerie Schloss Landeck vom 12.Juni – 11. Juli 2010).[49]
- Désirée Mangard und Peppi Spiss: Eine Zeit Leben. Lisa Krabichler und Peppi Spiss, St. Anton am Arlberg, 2016. ISBN 978-3-200-04869-0
- Lisa Krabichler (Hrsg.): Peppi Spiss – Ultramarin und lichtes Ocker, St. Anton am Arlberg, 2020. ISBN 978-3-200-06832-2
- Raiffeisenbank St. Anton am Arlberg, Lisa Krabichler, Peppi Spiss: Partner fürs Leben: eine Kunstinstallation von Lisa Krabichler & Peppi Spiss in der Raiffeisenbank St. Anton am Arlberg seit November 2020, Raiffeisenbank St. Anton am Arlberg, Innsbruck 2021. ISBN 978-3-200-07428-6